# Lautaro Millán
Giovanni Lautaro Millán (Bahía Blanca, 16 agosto 2005) è un calciatore argentino, centrocampista dell'Independiente.

## Carriera

### Club
Millán è cresciuto nel settore giovanile dell'Independiente, con cui ha firmato il primo contratto professionistico il 27 febbraio 2024. Ha debuttato in prima squadra il 27 maggio seguente nell'incontro di Primera División pareggiato 1-1 contro il Vélez Sarsfield.

### Nazionale
Ha giocato nella nazionale argentina Under-20.

## Statistiche

### Presenze e reti nei club
Statistiche aggiornate al 7 maggio 2025.
| Stagione        | Squadra         | Campionato      | Campionato | Campionato | Coppe nazionali | Coppe nazionali | Coppe nazionali | Coppe continentali | Coppe continentali | Coppe continentali | Altre coppe | Altre coppe | Altre coppe | Totale | Totale | Totale |
| Stagione        | Squadra         | Comp            | Pres       | Reti       | Comp            | Pres            | Reti            | Comp               | Pres               | Reti               | Comp        | Pres        | Reti        | Pres   | Reti   |        |
| --------------- | --------------- | --------------- | ---------- | ---------- | --------------- | --------------- | --------------- | ------------------ | ------------------ | ------------------ | ----------- | ----------- | ----------- | ------ | ------ | ------ |
| 2024            | Independiente   | PD              | 8          | 0          | CA+CdL          | 0               | 0               | -                  | -                  | -                  | -           | -           | -           | 8      | 0      |        |
| 2025            | Independiente   | PD              | 13         | 1          | CA              | 0               | 0               | CS                 | 3                  | 1                  | -           | -           | -           | 16     | 2      |        |
| Totale carriera | Totale carriera | Totale carriera | 21         | 1          |                 | 0               | 0               |                    | 3                  | 1                  |             | -           | -           | 24     | 2      |        |